# Sitticus juniperi
Sitticus juniperi är en spindelart som beskrevs av Gertsch, Riechert 1976. Sitticus juniperi ingår i släktet Sitticus och familjen hoppspindlar. Inga underarter finns listade i Catalogue of Life.